# Pierre Joseph Desault
Pierre Joseph Desault (Magny-Vernois, 6 febbraio 1738 – Parigi, 1º giugno 1795) è stato un chirurgo francese.

## Biografia

### Gli studi e la carriera
Pierre Joseph Desault nacque in un piccolo borgo francese, ultimo di cinque figli di una modesta famiglia di contadini. Dopo aver studiato presso una scuola di Gesuiti divenne apprendista presso un barbiere-chirurgo, in seguito lavorò per tre anni all'ospedale militare vicino a Belfort. Intorno alla metà degli anni 60 del ‘700, Desault si recò a Parigi, dove frequentò dei corsi presso il Collegio di Chirurgia e al tempo stesso tenne delle lezioni private di dissezione anatomica. Le lezioni di Desault ottennero un discreto successo, tanto che egli godette della influente protezione di alcuni chirurghi vicini agli ambienti della corona francese. A Desault furono perciò assegnati vari incarichi: insegnò per sei anni all'École Pratique al fianco di François Chopart e all'Ospizio, due nuove istituzioni connesse al Collegio di Chirurgia. Nel 1782 egli fu nominato capo chirurgo all'Hôpital de la Charité, il secondo ospedale più famoso di Parigi dopo l'Hôtel Dieu, del quale egli divenne capo chirurgo nel 1786.
Ebbe come allievo il medico e botanico François-André Michaux.

### La riforma dell'Hôtel Dieu
Proprio in quegli anni il crescente spirito illuministico francese attaccò anche le istituzioni ospedaliere: l'Hôtel Dieu divenne oggetto di critica prima da parte di Denis Diderot, poi dell'Accademia delle Scienze. Le critiche più aspre provennero però da parte di Jacques Tenon, il quale nel suo Memoires sur le hopitaux de Paris (1788) descrisse gli orrori della chirurgia del tempo; in particolare colpisce il fatto che le operazioni chirurgiche venissero effettuate in mezzo agli altri infermi i quali così facendo erano costretti ad assistere alla scena e a sentire le urla dei sofferenti aspettando il proprio turno. Desault fu sensibile a questo genere di cose, riuscì infatti a far spostare le operazioni più complicate dalla corsia d'ospedale ad un nuovo anfiteatro appena edificato. Sebbene gli importasse delle condizioni igieniche dei suoi pazienti, il suo scopo era principalmente educativo: all'interno dell'anfiteatro infatti gli studenti potevano assistere alle operazioni da lui condotte. Desault stesso era perfettamente consapevole della grande innovazione che aveva apportato al metodo di insegnamento, presentandosi come “un uomo, il quale ha dato inizio ad una moltitudine di nuovi metodi di istruzione all'interno dell'ospedale… un metodo che nell'arco di quattro anni ha formato più chirurghi veri di quanti ce ne fossero stati all'Hôtel Dieu in tutto il secolo precedente”. Inoltre, a differenza dei suoi predecessori i quali tenevano trentun ore di lezione all'anno, egli tenne quattro ore di lezione pratica al giorno per tutto l'anno. Il suo impegno era tale che egli era solito passare l'intera giornata all'ospedale, insegnando e operando pazienti indigenti, e soleva persino dormire all'Hôtel Dieu. Desault non pubblicò alcuna opera ma le sue lezioni furono riportate per iscritto dai suoi studenti, tra i quali si ricorda Marie François Xavier Bichat, confluendo nel Journal de chirurgie (1791). Bichat curò la pubblicazione anche di Oeuvres chirurgicales, uscito postumo. Desault è ricordato anche per aver ideato o modificato strumenti chirurgici. Egli fu tra i primi ad aver fatto uso della gomma elastica nelle operazioni chirurgiche e ad aver sperimentato un nuovo tipo di operazione per la cura degli aneurismi delle arterie principali. 

### Desault e la rivoluzione
All'ulteriore evolversi della Rivoluzione, Desault entrò in conflitto con i radicali Giacobini. Nel 1792, a seguito del massacro del 10 agosto, fu accusato di non aver curato i feriti. A sua difesa, centinaia di studenti e suoi pazienti firmarono una petizione ed egli trovò scampo con solo un ammonimento. Tuttavia l'anno seguente i soldati accerchiarono l'ospedale nel mezzo di una lezione e lo portarono in prigione, poco dopo fu rilasciato grazie alle sue influenti conoscenze. Nel 1795, all'età di cinquantasette anni, morì per una febbre. Sebbene circolasse la voce che egli fosse stato avvelenato, l'autopsia effettuata sul suo cadavere non fornì alcun supporto a questa tesi.